# Valmiera
Valmiera (en alemán: Wolmar, en estonio: Volmari) es una ciudad de Letonia. Es de facto el centro administrativo y cultural de la región histórica de Vidzeme, antigua Livonia. La ciudad es también el centro del distrito de Valmiera (en letón: Valmieras rajons).

## Etimología
Se desconoce el origen del antiguo nombre alemán de Wolmar y sus posibles variantes Woldemer, Wolmahr y Wolmaria, las teorías más extendidas lo atribuyen a una derivación del nombre del príncipe de Pskov, Vladimir o del nombre del rey danés Valdemar II, conquistador el norte de Estonia. Ambos son versiones en sus respectivos idiomas del nombre alemán Waldemar.

## Historia
Valmiera y sus alrededores son una de las regiones de Letonia donde existe una presencia humana más antigua. Se han encontrado pruebas arqueológicas de asentamientos humanos de hace 9.000 años. Antes del siglo XII el área que ocupa la actual Valmiera perteneció al distrito de Tavala, que estaba poblado por latgalos y livonios. En 1224 este distrito fue dividido entre el arzobispado de Riga y la Orden de Livonia. 
La primera mención de la población consta en una crónica que data de 1323. La ciudad se encuentra en su actual emplazamiento desde la segunda mitad del siglo XIII, cuando los caballeros livonios dirigidos por el Gran Maestre Wilken von Endorp, levantaron un castillo y una iglesia católica a orillas del Gauja. La fortaleza se encontraba en una ruta comercial que unía Europa occidental con las ciudades de Pskov y Nóvgorod, gracias a lo cual creció a los pies del castillo una pequeña población compuesta por comerciantes y artesanos. La antigua ciudad se encontraba rodeada por una muralla que tenían dos puertas, la de Riga y la de Tartu, y cinco o seis bastiones, además el río Daugava y su afluente el Azkalna constituían una defensa natural. En 1365 Valmiera entró a formar parte de la Liga Hanseática, lo que produjo el auge económico de la ciudad. En 1554 Valmiera declaró la libertad religiosa para terminar con el enfrentamiento entre luteranos y católicos. 
Durante la Guerra de Livonia (1558-1583) el ejército ruso intentó infructuosamente ocupar la ciudad. A finales de 1600 la localidad fue ocupada por los suecos, comandados por Carl Carlsson Gyllenhielm y Jakob De la Gardie. Al año siguiente fuerzas polacas iniciaron el asedio de Valmiera que comenzó a principios de septiembre y terminó el 10 de diciembre, con la toma de la ciudad y la captura de Gyllenhielm y De la Gardie. En 1607 los suecos bajo el mando de  Jesper Mattsson Cruus de Edeby intentaron sin éxito recuperar la ciudad. No fue hasta 1621 que Suecia pudo reconquistarla cuando el rey Gustavo Adolfo II emprendió una campaña en Livonia que le dio la soberanía sobre ésta. La conquista fue reconocida por Polonia en 1629 en el armisticio de Altmark. El rey sueco nombró a su canciller Axel Oxenstirena administrador del obispado de Cēsis, en la que se encontraba la ciudad. En 1680 Valmiera pasó finalmente a convertirse en propiedad de la Corona sueca. Suecia se mantuvo en Valmiera hasta 1702, exceptuando un breve periodo entre el año 1657 y 1658 que fue nuevamente ocupada por los polacos. En 1702, durante la Gran Guerra del Norte la ciudad fue incendiada, destruida y ocupada por Rusia.
Como resultado de este periodo de sucesivas ocupaciones militares (República de las Dos Naciones, Suecia y Rusia), y brotes de peste bubónica, la población resultó diezmada.
Durante la segunda mitad del siglo XIX y la primera mitad del XX, Valmiera experimentó un nuevo auge económico gracias a la mejora de las comunicaciones. En 1899 se inauguró la línea ferroviaria que unía Pskov con Riga, que pasaba por Valmiera, se construyó una estación al otro lado del río alrededor de la cual se desarrolló Pargauja, que actualmente es un distrito de la ciudad. Además se establecieron en la ciudad varias instituciones educativas y económicas tales como el Seminario de Profesores de Valmiera, la escuela femenina, el Teatro de Valmiera o la escuela de comercio.
En el trascurso de la Primera Guerra Mundial Valmiera cambió de manos en varias ocasiones. El 17 de diciembre de 1917 el Soviet de los Trabajadores de Letonia proclamó en la ciudad, la República Socialista Soviética Letona sobre el territorio de Letonia que no habían ocupado los alemanes. El 22 de febrero de 1918 la ciudad fue ocupada por el ejército alemán en su avance hacia el este contra Rusia. Al final de la guerra es ocupada por los bolcheviques, que finalmente son expulsados por los nacionalistas letones el 26 de mayo de 1919. La Segunda Guerra Mundial resultó aún más devastadora para Valmiera ya que en septiembre de 1944 se produjeron en ella combates entre las tropas nazis y el ejército soviético. Como resultado un tercio de la ciudad fue destruida y el centro histórico prácticamente desapareció. 
Durante la Guerra Fría los el ejército soviético instaló en las proximidades la base aérea de Liepa.

## Geografía
Valmiera se sitúa en el cruce de varias carreteras importantes, a 100 km al nordeste de Riga, y a 50 km al sur de la frontera de Estonia. El río Gauja atraviesa la ciudad y su afluente el Azkalna delimita el centro histórico por el este y el norte. La ciudad se encuentra en el extremo noreste del parque nacional de Gauja, a 30 km al norte de Cēsis. La ciudad limita con los municipios rurales de Valmiera al noreste, Kauguri al sureste y Kocēni al oeste.
El 29,04% de la superficie de Valmiera está ocupado por zonas verdes y el 4,58% por agua.

### Clima
El clima en Valmiera, es continental con influencia atlántica. 
| Datos climatológicos de Valmiera | Datos climatológicos de Valmiera | Datos climatológicos de Valmiera | Datos climatológicos de Valmiera | Datos climatológicos de Valmiera | Datos climatológicos de Valmiera | Datos climatológicos de Valmiera | Datos climatológicos de Valmiera | Datos climatológicos de Valmiera | Datos climatológicos de Valmiera | Datos climatológicos de Valmiera | Datos climatológicos de Valmiera | Datos climatológicos de Valmiera | Datos climatológicos de Valmiera | Datos climatológicos de Valmiera |
| Temperatura                      | Temperatura                      | Temperatura                      | Temperatura                      | Temperatura                      | Temperatura                      | Temperatura                      | Temperatura                      | Temperatura                      | Temperatura                      | Temperatura                      | Temperatura                      | Temperatura                      |                                  |                                  |
| Mes                              | Ene                              | Feb                              | Mar                              | Abr                              | May                              | Jun                              | Jul                              | Ago                              | Sep                              | Oct                              | Nov                              | Dic                              |                                  |                                  |
| -------------------------------- | -------------------------------- | -------------------------------- | -------------------------------- | -------------------------------- | -------------------------------- | -------------------------------- | -------------------------------- | -------------------------------- | -------------------------------- | -------------------------------- | -------------------------------- | -------------------------------- | -------------------------------- | -------------------------------- |
| Altas media °C                   | -3                               | -2                               | 3                                | 11                               | 17                               | 21                               | 23                               | 21                               | 16                               | 9                                | 2                                | -2                               |                                  |                                  |
| Bajas media °C                   | -2                               | -8                               | -5                               | 1                                | 6                                | 10                               | 12                               | 11                               | 7                                | 3                                | -2                               | -5                               |                                  |                                  |
| Precipitaciones                  |                                  |                                  |                                  |                                  |                                  |                                  |                                  |                                  |                                  |                                  |                                  |                                  |                                  |                                  |
| Mes                              | Ene                              | Feb                              | Mar                              | Abr                              | May                              | Jun                              | Jul                              | Ago                              | Sep                              | Oct                              | Nov                              | Dic                              |                                  |                                  |
| Precipitación media mm           | 41                               | 35                               | 30                               | 25                               | 40                               | 60                               | 44                               | 60                               | 38                               | 48                               | 38                               | 35                               |                                  |                                  |
| Fuente:MSN.com                   |                                  |                                  |                                  |                                  |                                  |                                  |                                  |                                  |                                  |                                  |                                  |                                  |                                  |                                  |

## Demografía
| Nacionalidad                         | Porcentaje |
| letones                              | 61%        |
| rusos                                | 34%        |
| bielorrusos                          | 3%         |
| polacos                              | 1%         |
| otras                                | 3%         |
| Fuente: Statistics Latvia 01.01.2008 |            |

| Año                                  | Población |
| 1989                                 | 29.190    |
| 2000                                 | 27.752    |
| 2001                                 | 27.459    |
| 2002                                 | 27.352    |
| 2003                                 | 27.445    |
| 2004                                 | 27.515    |
| 2005                                 | 27.550    |
| 2006                                 | 27.523    |
| 2007                                 | 27.865    |
| 2008                                 | 28.423    |
| Fuente: Statistics Latvia 01.01.2008 |           |

La ciudad cuenta en 2008 con una población de 27.423 habitantes, lo que supone el 48% del total del distrito de Valmiera. Es la octava ciudad de Letonia por población y la primera si se descuentan las siete localidades administrativamente independientes denominadas Ciudades de la República, (en letón: Republikas pilsētas). 
La población de Valmiera era en 1820 de sólo 529 personas que eran mayoritariamente de origen alemán. Durante la segunda mitad del siglo XIX se produjo un cambio en la población pasando los letones a constituir la mayoría. En 1897 la ciudad contaba con 5050 habitantes que para 1939, en vísperas de la Segunda Guerra Mundial, habían aumentado a 8.300. Tras la guerra se produjo una fuerte emigración de habitantes de diferentes repúblicas ex soviéticas, especialmente rusos que hicieron que la población aumentara rápidamente, así en 1959 había 11.452 habitantes, cifra que prácticamente se dobló dos décadas después llegando a los 20.642. El récord de población en Valmiera se logró en 1989 cuando la ciudad albergaba a casi 30.000 habitantes. Desde la independencia de Letonia en 1991 la población de la ciudad, al igual que la del resto de la República, comenzó a descender debido principalmente a la baja natalidad y la emigración. 
Desde 2000 el número de nacimientos superó al de fallecimientos, aunque la alta tasa de emigración ha impedido que este crecimiento se vea reflejado en un aumento real de la población.

## Economía
Valmiera es un importante centro industrial. Los sectores económicos dominantes de la ciudad son el sector alimentario (leche, carne y grano), la producción de la fibra de vidrio, la metalistería, la carpintería y la producción de muebles.
Desde la independencia de Letonia en 1991, el sector servicios ha ido en aumento apoyado esencialmente por el turismo que en 2006 reportó un total de 53.371 euros (37.846 lats). La media de pernoctaciones fue de 2,04 noches, lo que supuso un 20% de ocupación hotelera anual. El número de visitantes se situó en 2006 en 18.509 turistas, de los cuales 13.048 fueron letones y 5.509 extranjeros. De estos últimos los alemanes representaron el 21% del total de turistas seguidos por los finlandeses (12%), lituanos (8%), checos (6%) e ingleses (6%).
El presupuesto total en 2008, ascendió a 36.712.382 euros (29.226.983 lats), de los cuales el 49,20% se gastó en educación. 
El municipio de Valmiera se ha involucrado en varios proyectos a nivel regional para la mejora de la calidad de vida, como el sistema de control de basuras del norte de Vidzeme, el sistema de abastecimiento de agua o la restauración de la red de aguas residuales. Otros proyectos incluyen la construcción de una central termoeléctrica, un palacio de deportes y un centro olímpico.

## Edificios y lugares de interés
Aunque el centro histórico de la ciudad fue destruido en 1944 aun se conservan algunos edificios de interés.
El Castillo de Valmiera, fundado por la Orden de Livonia en el siglo XIII, en 1702 fue destruido y actualmente sólo se conservan sus ruinas. Se levantó probablemente en el emplazamiento de un antiguo castillo latgalo. Su construcción se realizó con piedra de dolomita. El zar Pedro I destruyó parte de la fortaleza en una de sus incursiones durante la Gran Guerra del Norte, tras lo cual no se volvió a reconstruir. El deterioro se aceleró al utilizar los ciudadanos las ruinas como cantera artificial para la construcción de sus casas.
Iglesia de San Simón, de estilo gótico, se levantó dentro del recinto amurallado. Data de 1283, aunque tras la destrucción sufrida en 1702 fue reconstruida totalmente, en ese tiempo se levantó su torre de estilo barroco rematada en un chapitel. En su interior alberga un órgano del siglo XIX. 
El edificio de madera más antiguo de la ciudad se construyó en 1735 sobre los cimientos de los antiguos muros del castillo. En 1756 se instaló en el edificio una farmacia, que es también la más antigua de Livonia. A principios de la década de 1990 se restauró el edificio y actualmente alberga el Museo Regional de Valmiera, que contiene una exposición sobre la historia del distrito de Valmiera.
Valmiera es la única ciudad de la región que tiene un teatro profesional, Valmieras teātris, que fue constituido en 1919. La construcción original fue demolida, y desde 2004 el teatro ocupa un moderno edificio.
La ciudad posee un parque forestal, establecido en un meandro del río Daugava en su interior existe una torre de observación y un monumento realizado en toba calcárea que conmemora a los soldados caídos durante la Segunda Guerra Mundial, inaugurado en 1985.

## Educación
La Universidad de Vidzeme (Vidzemes Augstskola), fue fundada en 1996, en 2008 impartía 13 titulaciones y contaba con 1.423 estudiantes.
Además la ciudad cuenta con ocho escuelas de educación general. De las cuales una es para las minorías y otra para niños con deficiencias auditivas. También hay dos centros secundarios profesionales, un conservatorio y una escuela de arte.
El descenso de la población de Valmiera se ve reflejado en el número de estudiantes, si en 2002 el sistema educativo no universitario de Valmiera contaba con 7.128 alumnos, en 2006 contaba con 6.497 de los cuales 1.345 pertenecían a preescolar. En total existen 20 centros educativos en la ciudad.

## Transporte
Existe un servicio de trenes hacia Riga, con paradas en Cēsis, y Sigulda. Una línea de autobuses también conecta con Riga y Cēsis.

## Personajes Ilustres
- Jāzeps Vītols (compositor).
- Andris Piebalgs (político).

## Ciudades hermanadas
Las ciudades que tienen acuerdos de hermanamiento con Valmiera son:
- Solna, Suecia, desde 1991.
- Viljandi, Estonia, desde 1992.
- Marly, Francia, desde 1992.
- Halle, Alemania, desde 1994.
- Høje-Taastrup, Dinamarca, desde 1995.
- Pskov, Rusia, desde 2001.